# Fors kyrka, Västergötland
Fors kyrka är en kyrkobyggnad i industriorten Sjuntorp i Trollhättans kommun. Den tillhör Rommele församling i Skara stift.

## Kyrkobyggnaden
Kyrkan uppfördes under medeltiden och omtalas för första gången i skriftliga källor 1338. Byggnaden har genomgått flera ombyggnader och restaureringar. En stor ombyggnad genomfördes 1709 då ett tresidigt kor byggdes, ett nytt tak tillkom och fönstren förstorades. Takmålningar utförda av Ditloff Ross tillkom 1746. En ny restaurering genomfördes 1838. 

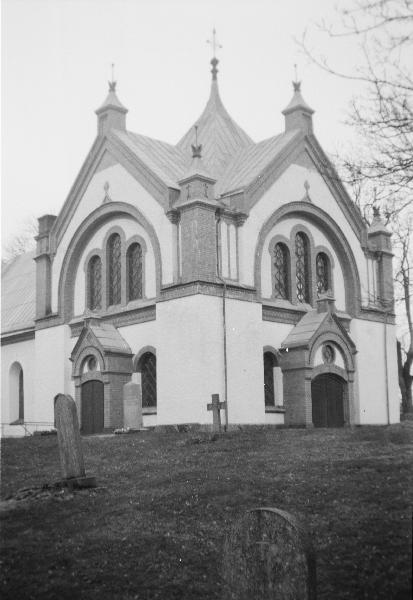
Petersons tillbyggnad som stod i 50 år.

### Tillbyggnaden 1900
Biskopen förespråkade vid sin visitation 1895 att man skulle bygga till två korsarmar så att en korskyrka uppstod. Kyrkorådet valde dock att tillfråga arkitekten Adrian C. Peterson. Denne gav två förslag: en fullständig nybyggnad liknande den i Lysekil alternativt en tvärskeppstillbyggnad. Båda förslagen underkändes emellertid och Peterson fick i uppdrag att rita en tillbyggnad på västgaveln. Denna förkastades först av Överintendentsämbetet, men blev till sist godtagen av domkapitlet i Göteborg. Tillbyggnaden pågick 1898−1900 och nyinvigningen ägde rum 1901. Församlingen blev emellertid aldrig nöjd och tillbyggnaden revs 1951.

### Restaureringen 1951−1952
Kyrkan fick sitt nuvarande utseende vid Axel Forsséns omfattande restaurering år 1951-1952. Efter att Petersons tillbyggnad hade rivits, så förlängdes långhuset åt väster och ett nytt högre torn uppfördes. Barockinteriören återställdes. Takmålningarna utfördes 1746 av Ditlof Ross. Motiv utgörs huvudsakligen av moln och änglar mot blå himmel. Ross dekorerade även läktarbröstningen.

## Inventarier

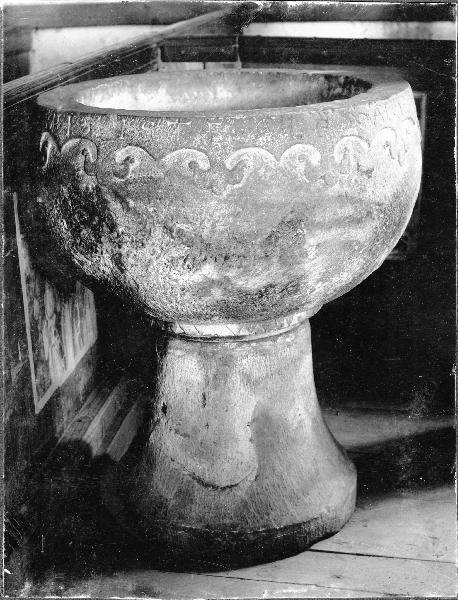
Dopfunten.

- Dopfunten i vit kalksten är det äldsta inventariet. Den är tillverkad någon gång under 1200-talet.
- Predikstolen i barockstil är snidad 1734 av Michael Schmidt.
- Altaruppsatsen i barockstil tillskrivs Johan Mentz Scheffer.
- Mässhaken är från 1700-talet.

### Klockor
Lillklockan heter Karin och är med största sannolikhet av inskriptionerna att döma från senare hälften av 1300-talet. Runt halsen finns en inskrift som föregås av ett kors: +ADVENIAMVSADMOR vilket kan tolkas: Låtom oss komma till Rom!

## Orgel
- Den första orgeln var mekanisk och byggd 1899 av Johannes Magnusson. Den hade 10 1/2 stämmor fördelat på en manual och bihängd pedal.

- Den byttes 1954 ut mot en ny orgel, som dock innehöll en del pipmaterial från Magnussons verk. Den delvis ljudande fasaden är placerad på läktaren i väster och ritad av Axel Forssén. Den mekaniska orgeln, som tillverkades av Hammarbergs Orgelbyggeri AB, har 24 stämmor fördelade på två manualer och pedal.[3]

| Manual I (C-g3) | Manual II (C-g3)    | Pedal (C-f1)  | Koppel |
| --------------- | ------------------- | ------------- | ------ |
| Principal 8'    | Rörflöjt 8'         | Subbas 16'    | II/I   |
| Gedakt 8'       | Kvintadena 8'       | Oktava 8'     | I/P    |
| Oktava 4'       | Principal 4'        | Gedackt 8'    | II/P   |
| Flöjt 4'        | Ged.flöjt 4'        | Nachthorn 4'  |        |
| Kvinta 2 2/3'   | Gemshorn 2'         | Kvintadena 2' |        |
| Oktava 2'       | Nasat 1 1/3'        | Mixtur 3 chor |        |
| Mixtur 4 chor   | Sesquialtera 2 chor | Fagott 16'    |        |
| Trumpet 8'      | Scharf 2 chor       |               |        |
|                 | Krumhorn 8'         |               |        |
|                 | Crescendosvällare   |               |        |